# Jorge Torres Vega
Jorge Leonardo Torres Vega (Concepción, Chile, 27 de septiembre de 1969) es un exfutbolista y entrenador chileno. Jugaba de defensa y militó en diversos clubes de Chile.

## Trayectoria

### Como jugador
Oriundo de Concepción, es producto de las divisiones inferiores de Huachipato. Participó en los ascensos del club acerero en 1991 y 1994, como de los descensos de 1990 y 1992.En 1998 jugó la Copa Apertura con Deportes Temuco, pero en marzo deja al club albiverde debido a los problemas económicos. Ese mismo año pasó a Deportes Concepción, en donde estuvo por 5 temporadas. Con el equipo lila participó en la Copa Libertadores 2001, como del plantel que descendió a la temporada siguiente a la Primera B. En 2003 pasó a Fernández Vial, mientras que en 2004m defendió los colores de Deportes Puerto Montt.
La temporada 2005 defendió los colores de Everton, para en 2006 regresar a Fernández Vial, donde se retiró a fines de temporada, luego de una gran campaña en la Primera B, perdiendo en Liguilla de Promoción ante Palestino.

### Como entrenador
Ha dirigido a Lota Schwager en dos etapas, a Deportes Quillón y en 2022 dirigió a Deportes San Pedro de la Paz.

## Participaciones internacionales

### Selección chilena
Fue internacional con la selección de Chile en las eliminatorias para el Mundial de 2002, el 14 de noviembre de 2001 contra Ecuador.

#### Participaciones en Clasificatorias a Copas del Mundo
| Eliminatorias                    | País                  | Resultado | Posición | PJ | Goles |
| -------------------------------- | --------------------- | --------- | -------- | -- | ----- |
| Eliminatorias Corea y Japón 2002 | Corea del Sur y Japón | Eliminado | 10º      | 1  | 0     |

### Partidos internacionales
| 1     | 14 de noviembre de 2001 | Estadio Nacional, Santiago, Chile | Chile | 0-0 | Ecuador |  |  | Jorge Garcés | Clasificatorias Corea-Japón 2002 |
| Total | Presencias              | 1                                 | Goles | 0   |         |  |  |              |                                  |

| Selección chilena | Selección chilena | Selección chilena |
| Año               | Partidos          | Goles             |
| ----------------- | ----------------- | ----------------- |
| 2001              | 1                 | 0                 |
| Total             | 1                 | 0                 |

## Clubes

### Como jugador
| Club                  | País  | Año       |
| --------------------- | ----- | --------- |
| Huachipato            | Chile | 1985-1997 |
| Deportes Temuco       | Chile | 1998      |
| Deportes Concepción   | Chile | 1998-2002 |
| Fernández Vial        | Chile | 2003      |
| Deportes Puerto Montt | Chile | 2004      |
| Everton               | Chile | 2005      |
| Fernández Vial        | Chile | 2006      |

### Como entrenador
| Club                         | País  | Año  |
| ---------------------------- | ----- | ---- |
| Lota Schwager                | Chile | 2017 |
| Deportes Quillón             | Chile | 2018 |
| Lota Schwager                | Chile | 2018 |
| Deportes San Pedro de La Paz | Chile | 2022 |